# 3373 Koktebelia
3373 Koktebelia è un asteroide della fascia principale. Scoperto nel 1978, presenta un'orbita caratterizzata da un semiasse maggiore pari a 2,2454962 UA e da un'eccentricità di 0,1307374, inclinata di 3,20067° rispetto all'eclittica.
L'asteroide prende il nome da Koktebel', centro abitato della Crimea.